# Kalvao Moli
Kalvao Moli, dit également Kalfao Moli, est un journaliste puis homme politique vanuatais.

## Biographie
Il est le principal journaliste employé par le Vanuatu Daily Post lors de la fondation de ce journal en 1993,. Il devient par la suite le directeur général d'un autre journal, Nasara.
Kalvao Moli entre au Parlement de Vanuatu comme député sans étiquette de Luganville aux élections législatives de 2012. Il siège initialement sur les bancs de l'opposition au gouvernement de Sato Kilman, puis change de camp en décembre lorsque le poste de ministre de l'Agriculture lui est proposé.
Le gouvernement Kilman perd la confiance du Parlement en mars 2013, et Kalvao Moli siège dès lors dans l'opposition au gouvernement Carcasses qui en résulte. En mai 2014, le gouvernement Carcasses tombe à son tour, et Joe Natuman forme un gouvernement. En juin 2015, Natuman nomme Kalvao Moli ministre des Affaires étrangères, ayant limogé son ministre des Affaires étrangères Sato Kilman pour avoir évoqué l'ouverture possible d'une ambassade vanuataise à Djakarta, contrevenant ainsi au soutien exprimé par le gouvernement Natuman aux indépendantistes de Papouasie occidentale,. Kalvao Moli n'occupe ce ministère que quelques jours, avant que la défection de députés de la majorité ne provoque la chute du gouvernement Natuman.
Il est battu dans sa circonscription aux élections législatives de 2016. Ayant rejoint l'Union des partis modérés, en septembre 2022 il est élu adjoint au secrétaire général du parti. 